# Folland Aircraft
Folland Aircraft Limited var en brittisk flygplanstillverkare. 
Företaget bildades 1936 som British Marine Aircraft Ltd för att licenstillverka Sikorsky S-42 flygbåtar för den brittiska marknaden. En fabrikslokal uppfördes vid kusten utanför Southampton. Men innan tillverkningen av flygplan kommit igång fick företaget ekonomiska problem och gick i likvidation. Efter flera försök att slå samman bolaget med andra företag, bland annat Westland Aircraft, tillsatte likvidatorerna en ny styrelse 1937. Därefter såldes företaget till konstruktören Henry P. Folland. När denne blev ägare ändrades firmanamnet till Folland Aircraft Limited
24 december 1937. Med Folland som chef kom företaget igång med legotillverkning av flygplanskomponenter till Bristol Blenheim och Beaufort. 
Företagets första egna konstruktion blev Folland Fo 108 som tillverkades enligt en specifikation från Air Ministry. När andra världskriget bröt ut fick fabriken stora order på flygplansdelar till de Havilland Mosquito och Vickers Wellington. Samtidigt producerades egna konstruktioner vid företaget.
År 1950 anställdes konstruktören W. E. W. Petter som verkställande direktör, för företagets räkning konstruerade han i rask följd flygplanen Folland Midge och Folland Gnat. Båda flygplanen räknades som en framgång och var i produktion fram till i början av 1960-talet. Hawker Siddeley köpte företaget 1959 och drev det som ett självständigt företag fram till 1963 då firmanamnet ersattes av Hawker Siddeley. När flygindustrin i England rationaliserade sin verksamhet och bildade British Aerospace (BAe) fortsatte verksamheten i Follands tidigare lokaler med montering av Harrier och Hawk.

### Fotnoter
1. ↑  ”Folland Aircraft” (på engelska). https://www.baesystems.com/en-uk/heritage/folland-aircraft-ltd. Läst 19 maj 2019.